# العلاقات البحرينية البالاوية
العلاقات البحرينية البالاوية هي العلاقات الثنائية التي تجمع بين البحرين وبالاو.

## مقارنة بين البلدين
هذه مقارنة عامة ومرجعية للدولتين:
| وجه المقارنة                                              | البحرين       | بالاو                         |
| --------------------------------------------------------- | ------------- | ----------------------------- |
| المساحة (كم2)                                             | 765           | 465                           |
| عدد السكان (نسمة)                                         | 1.49 مليون    | 21.73 ألف                     |
| الكثافة السكانية (ن./كم²)                                 | 194.77 ألف    | 4.67 ألف                      |
| العاصمة                                                   | المنامة       | نغيرولمود، كورور              |
| اللغة الرسمية                                             | اللغة العربية | لغة إنجليزية، اللغة البالاوية |
| العملة                                                    | دينار بحريني  | دولار أمريكي                  |
| الناتج المحلي الإجمالي (بليون دولار)                      | 35.31 مليار   | 291.54 مليون                  |
| الناتج المحلي الإجمالي (تعادل القوة الشرائية) بليون دولار | 64.16 مليار   | 326.12 مليون                  |
| الناتج المحلي الإجمالي الاسمي للفرد دولار أمريكي          | 22.60 ألف     | 13.50 ألف                     |
| الناتج المحلي الإجمالي للفرد دولار أمريكي                 | 45.50 ألف     | 14.76 ألف                     |
| مؤشر التنمية البشرية                                      | 0.824         | 0.780                         |
| رمز المكالمات الدولي                                      | +973          | +680                          |
| رمز الإنترنت                                              | .bh           | .pw                           |
| المنطقة الزمنية                                           | ت ع م+03:00   | ت ع م+09:00                   |

## منظمات دولية مشتركة
يشترك البلدان في عضوية مجموعة من المنظمات الدولية، منها:
| علم المنظمة | اسم المنظمة                        | تاريخ انضمام البحرين | تاريخ انضمام بالاو |
| ----------- | ---------------------------------- | -------------------- | ------------------ |
|             | الأمم المتحدة                      | 21 سبتمبر 1971       | 15 ديسمبر 1994     |
|             | منظمة حظر الأسلحة الكيميائية       | ?                    | ?                  |
|             | مؤسسة التمويل الدولية              | 22 سبتمبر 1995       | 16 ديسمبر 1997     |
|             | وكالة ضمان الاستثمار متعدد الأطراف | 12 أبريل 1988        | 16 ديسمبر 1997     |
|             | يونسكو                             | 18 يناير 1972        | 20 سبتمبر 1999     |
|             | البنك الدولي للإنشاء والتعمير      | 15 سبتمبر 1972       | 16 ديسمبر 1997     |

## وصلات خارجية
- موقع وزارة الخارجية البحرينية